# Hulda Nordin
Hulda Maria Josephina Nordin, född 8 januari 1871 i Stockholm, var en svensk operasångerska.
Hulda Nordin var dotter till arbetaren Erik Nordin. Efter att varit anställd i kören vid Djurgårdsteatern och Södra teatern 1886–1887 var hon engagerad hos Mauritz Fröberg 1888–1892 vid Vasateatern 1892–1893 och hos Emil Strömberg 1893–1894. Hon hade framgång i flera operettroller, som Fragoletto i Frihetsbröderna, Wladimir Samoiloff i Fatinitza, Boccaccio, Bettina i Lyckoflickan och Sora i Gasparone. Efter studier för Axel Rundberg och Signe Hebbe debuterade Nordin på Kungliga Teatern 1897 som Elisabeth i Tannhäuser och Ava i Valdemarsskatten. År 1902 lämnade hon sin anställning vid Kungliga Teatern. Hon tillhörde därefter i flera år Stora Operan i Paris, där hon hade framgång med sin ljusa sopran med anstrykning av mezzoklang. bland hennes senare roller märks Agatha i Friskytten, Valentine i Hugenotterna, Senta i Den flygande holländaren och Brünhilde i Valkyrian.
Hulda Nordin var 1900–1903 gift med Emil Strömberg och från 1905 med Carl Lundin fram till hans bortgång 1917.